# Castelo da Rocha Forte

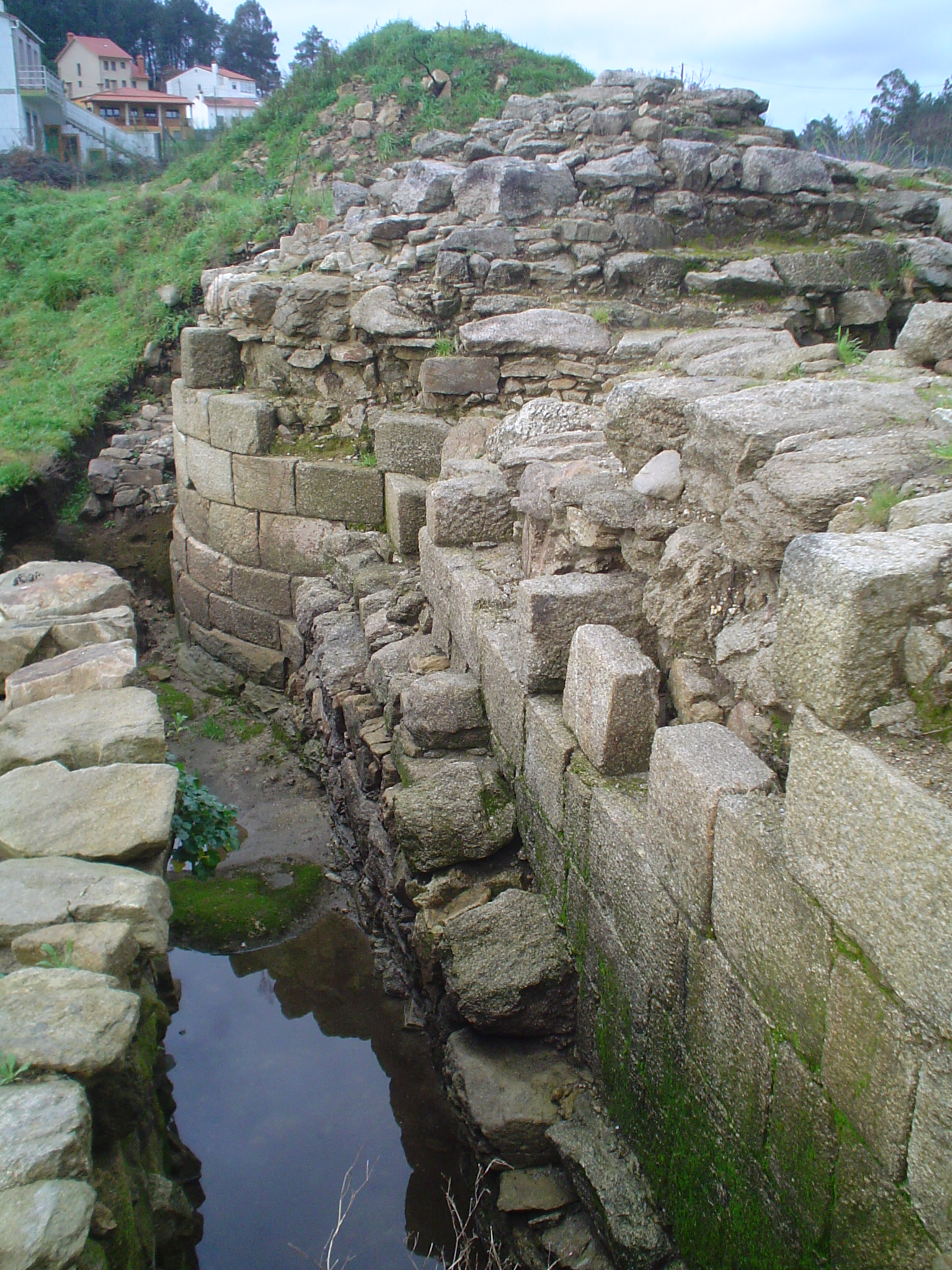
Castelo da Rocha Forte, Santiago de Compostela, Galiza (Espanha): torreão do muro Oeste.

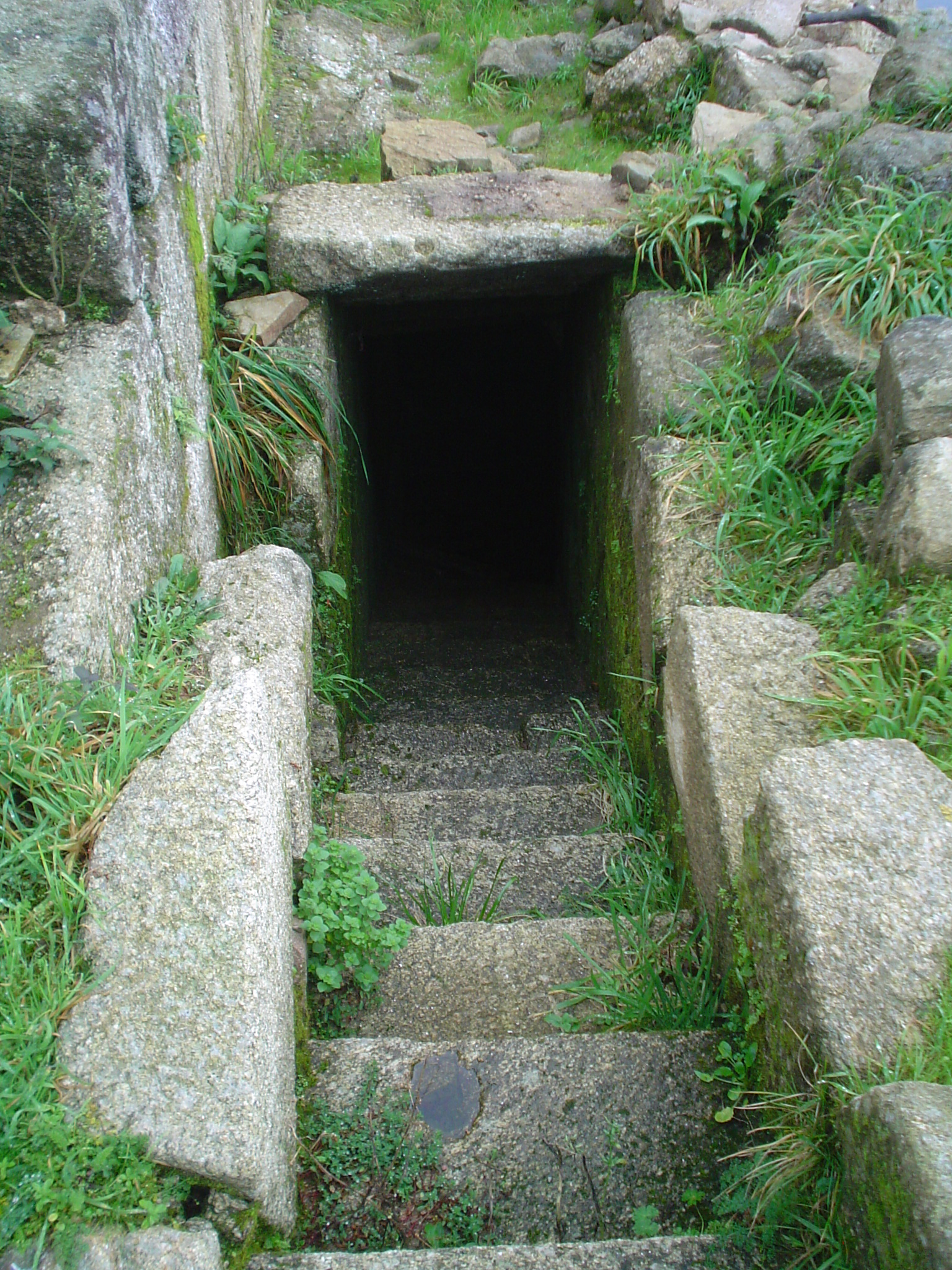
Escadas no lado Oeste.

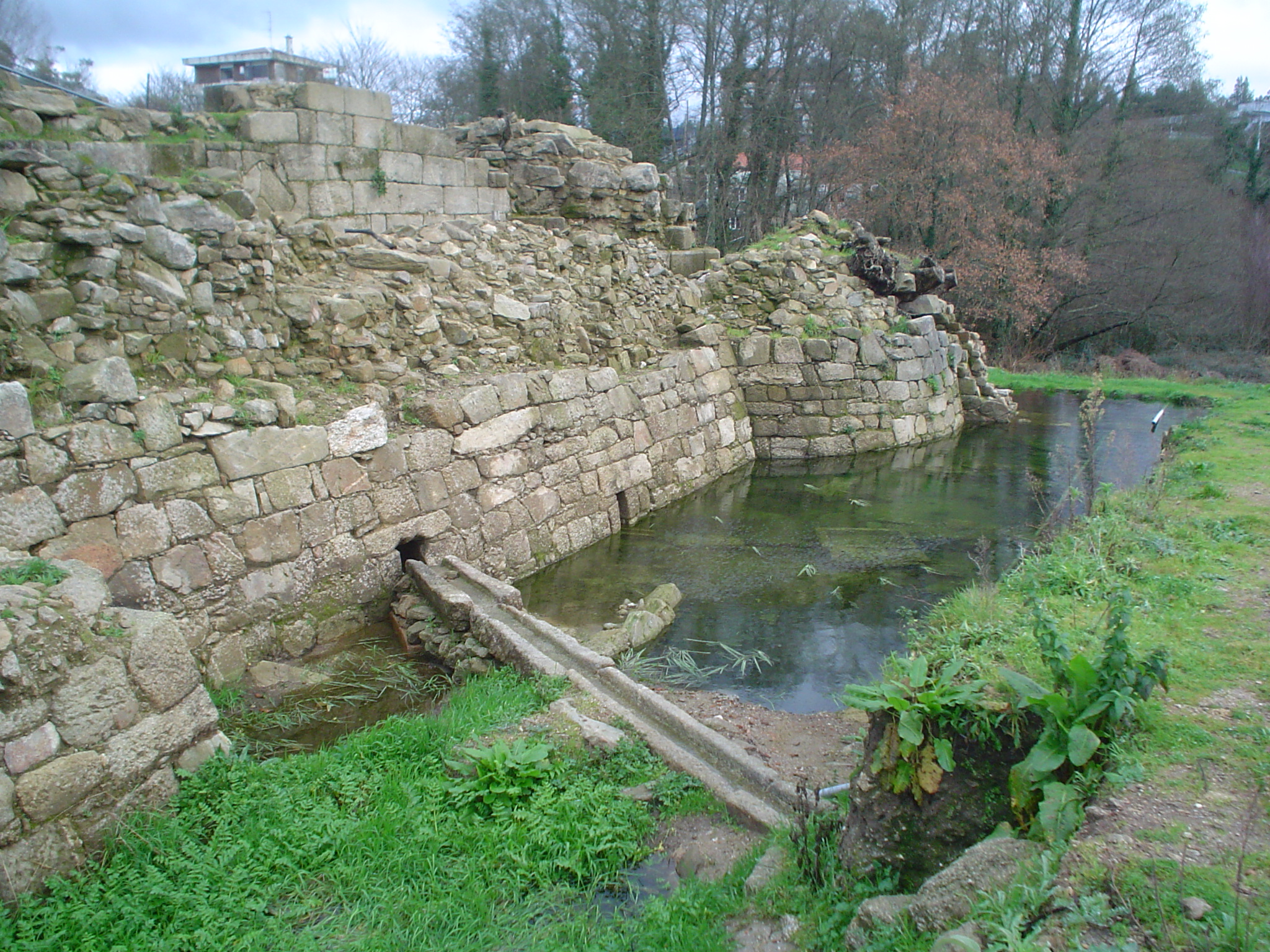
Detalhe das canalizações para o exterior.

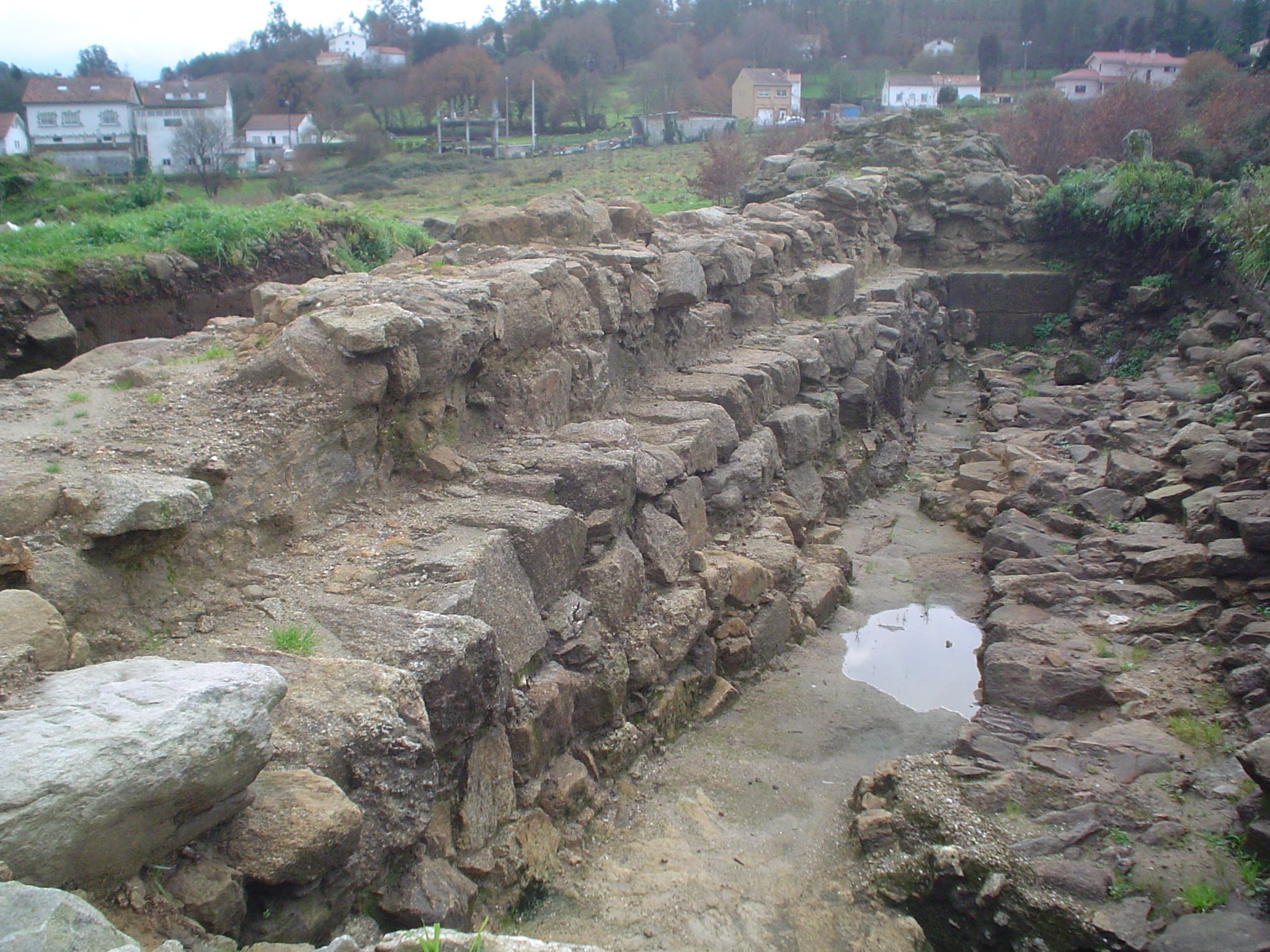
Muro Noroeste.

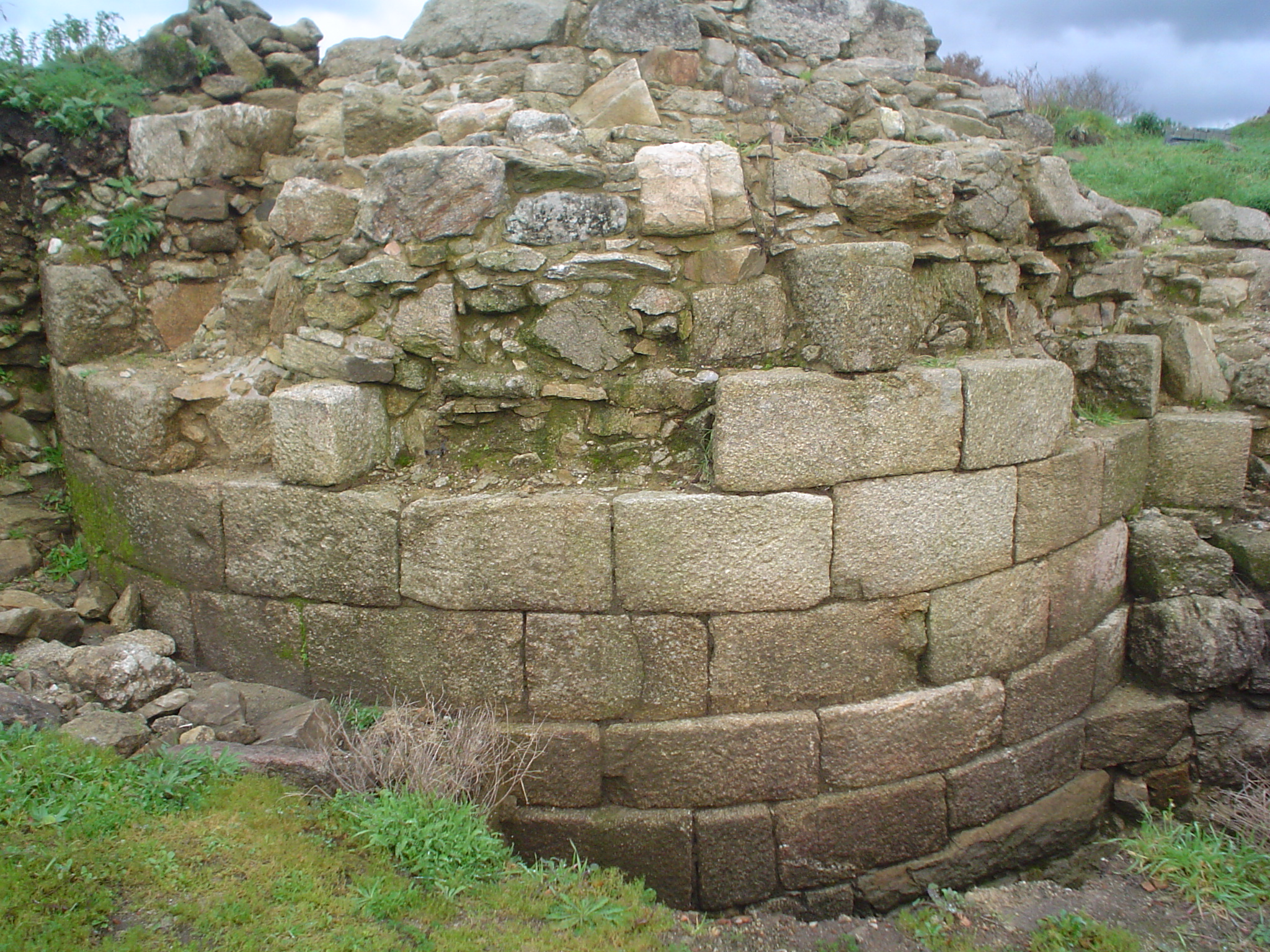
Aspecto de um dos torreões.

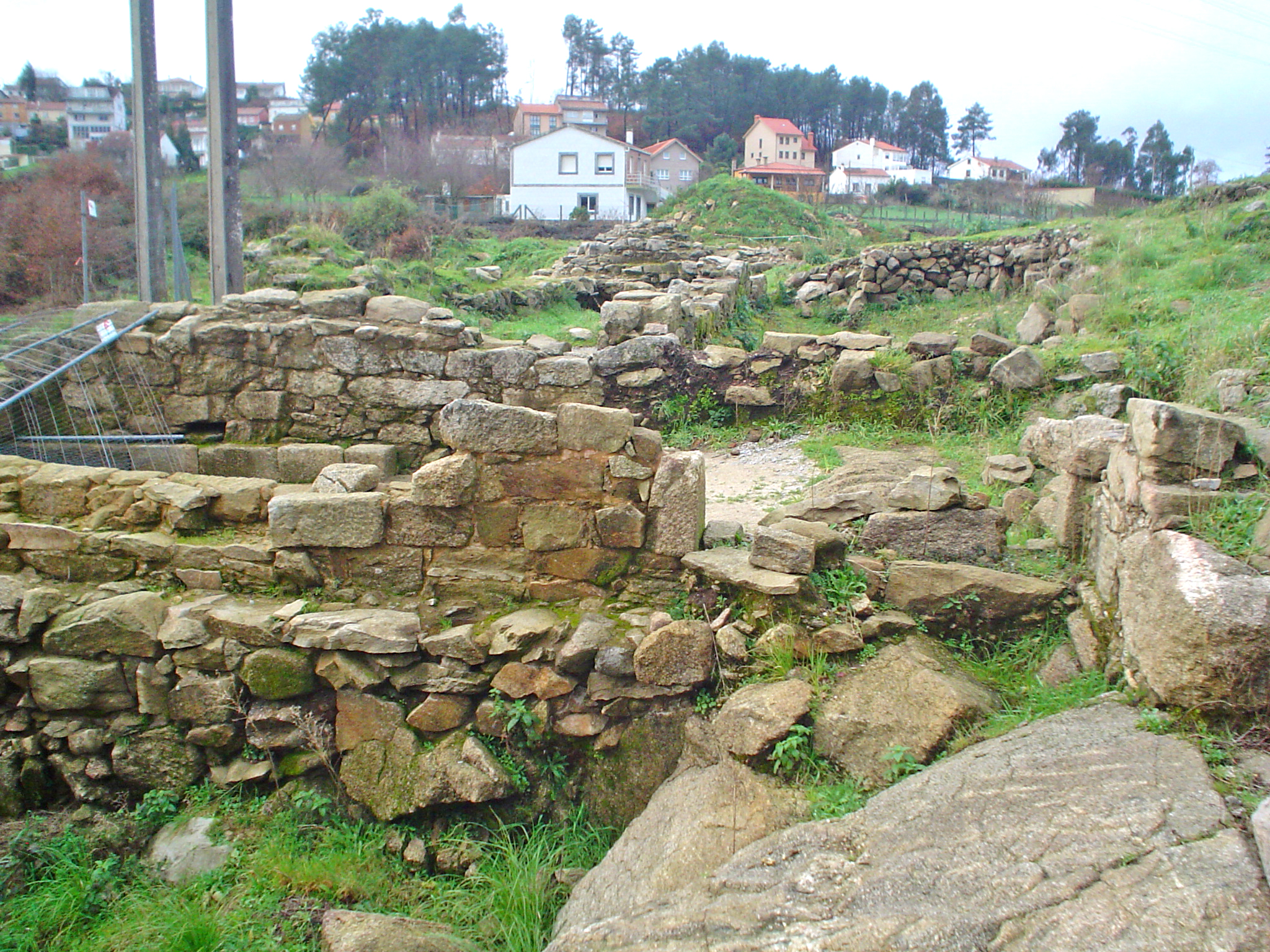
Muros de construções dentro do recinto principal.

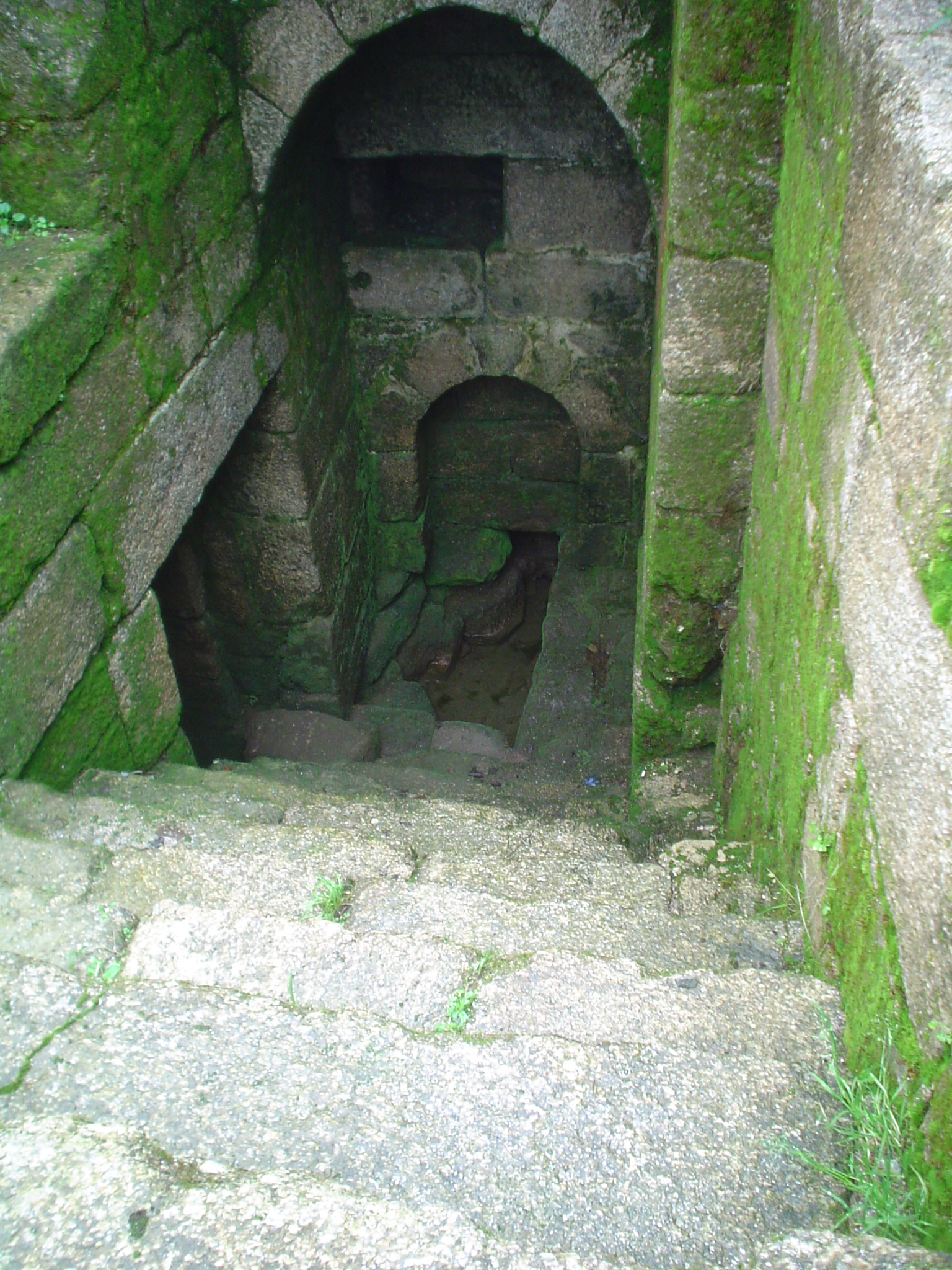
Escadas para subterrâneos não escavados.

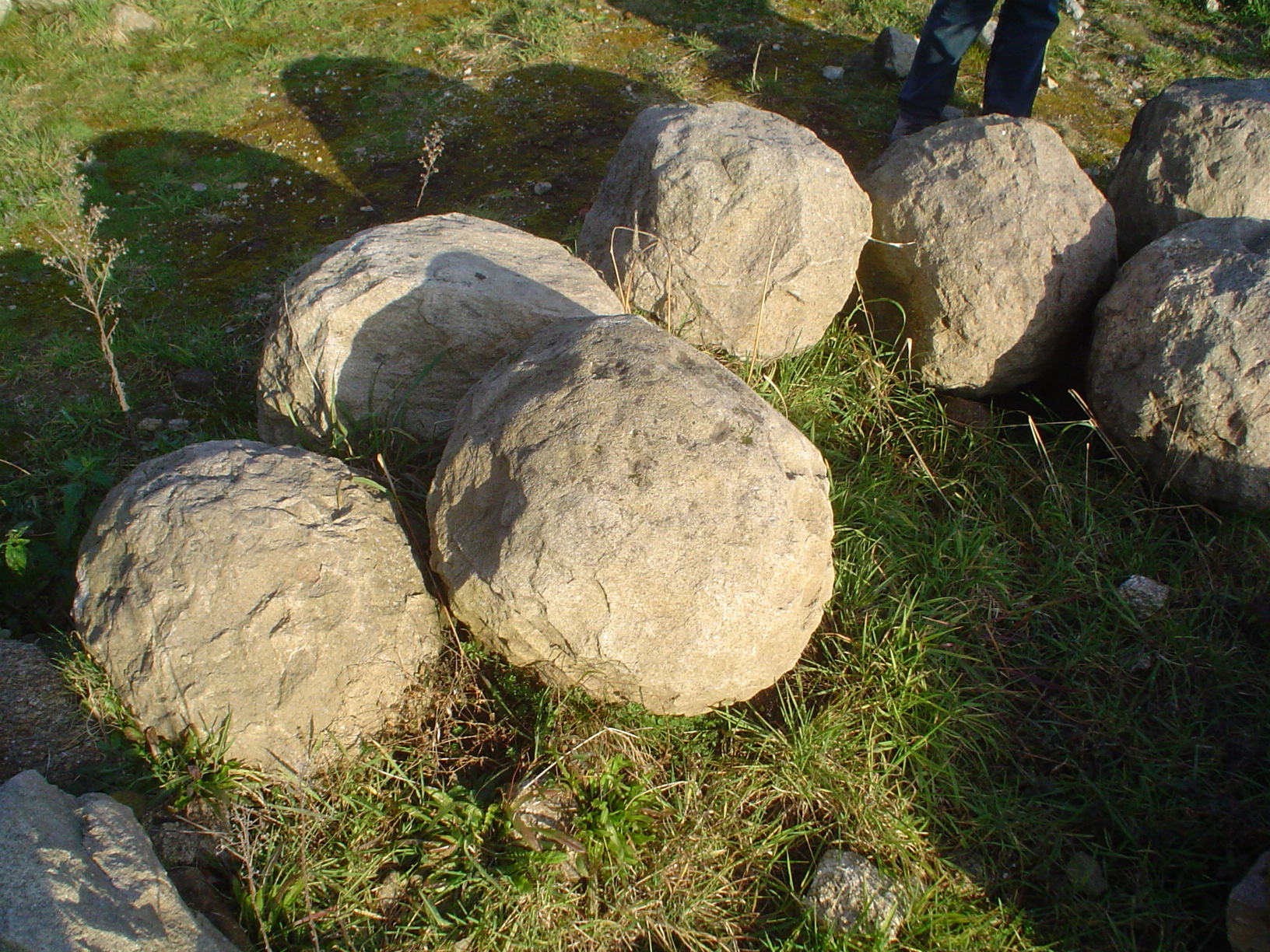
Projéteis de catapulta.

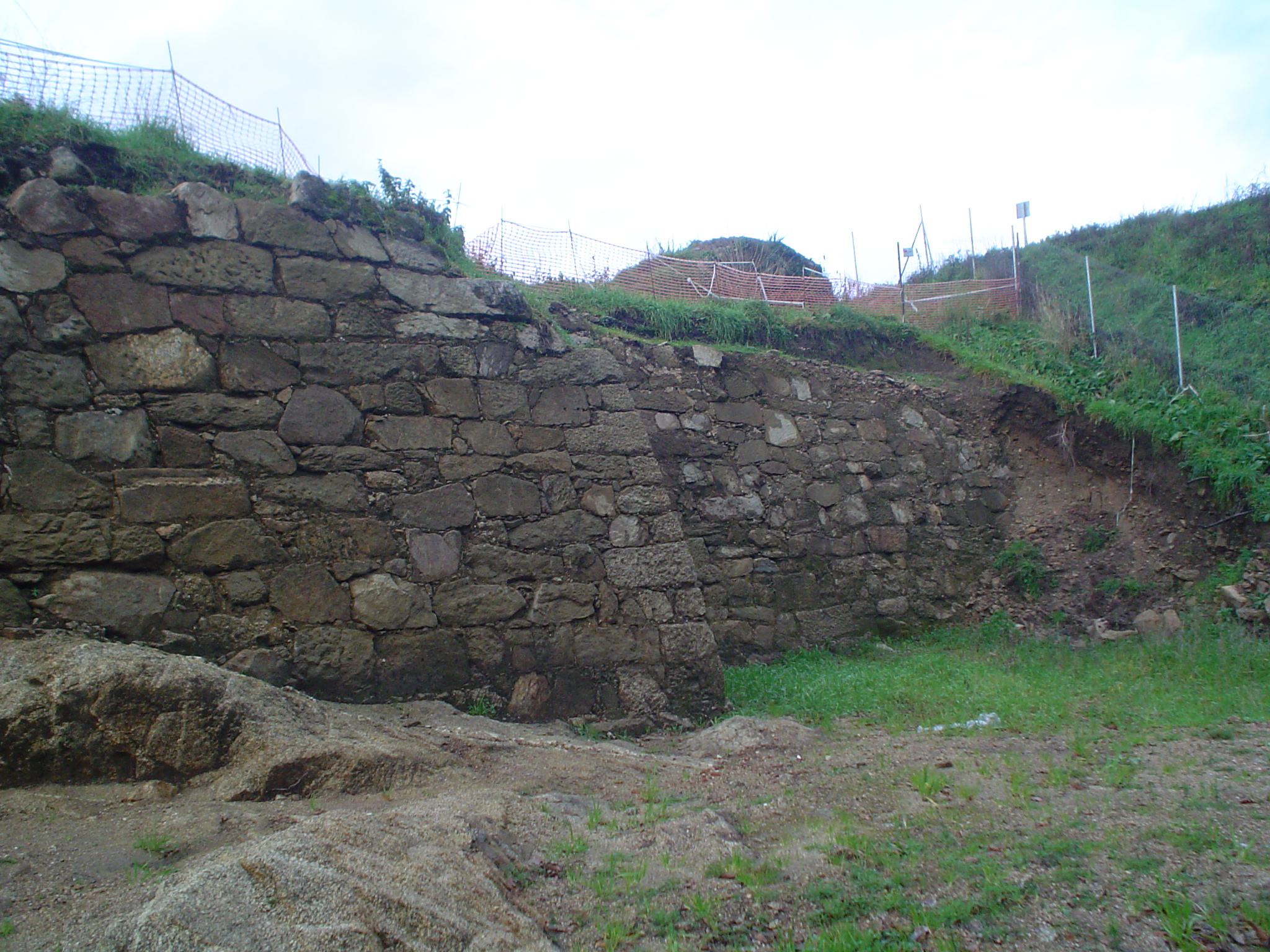
Vista parcial do muro Sudeste.

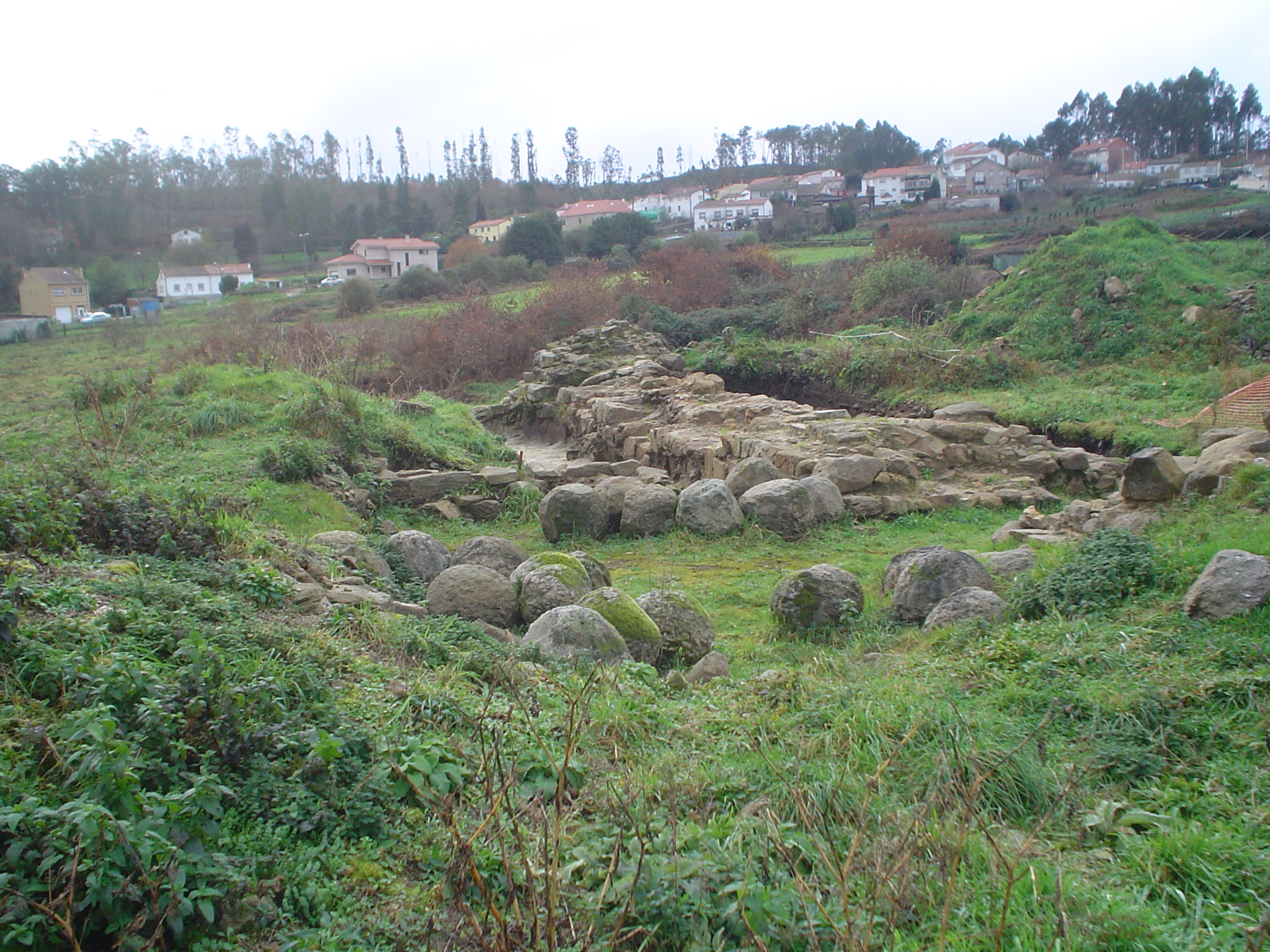
Cimentos do portão de armas.

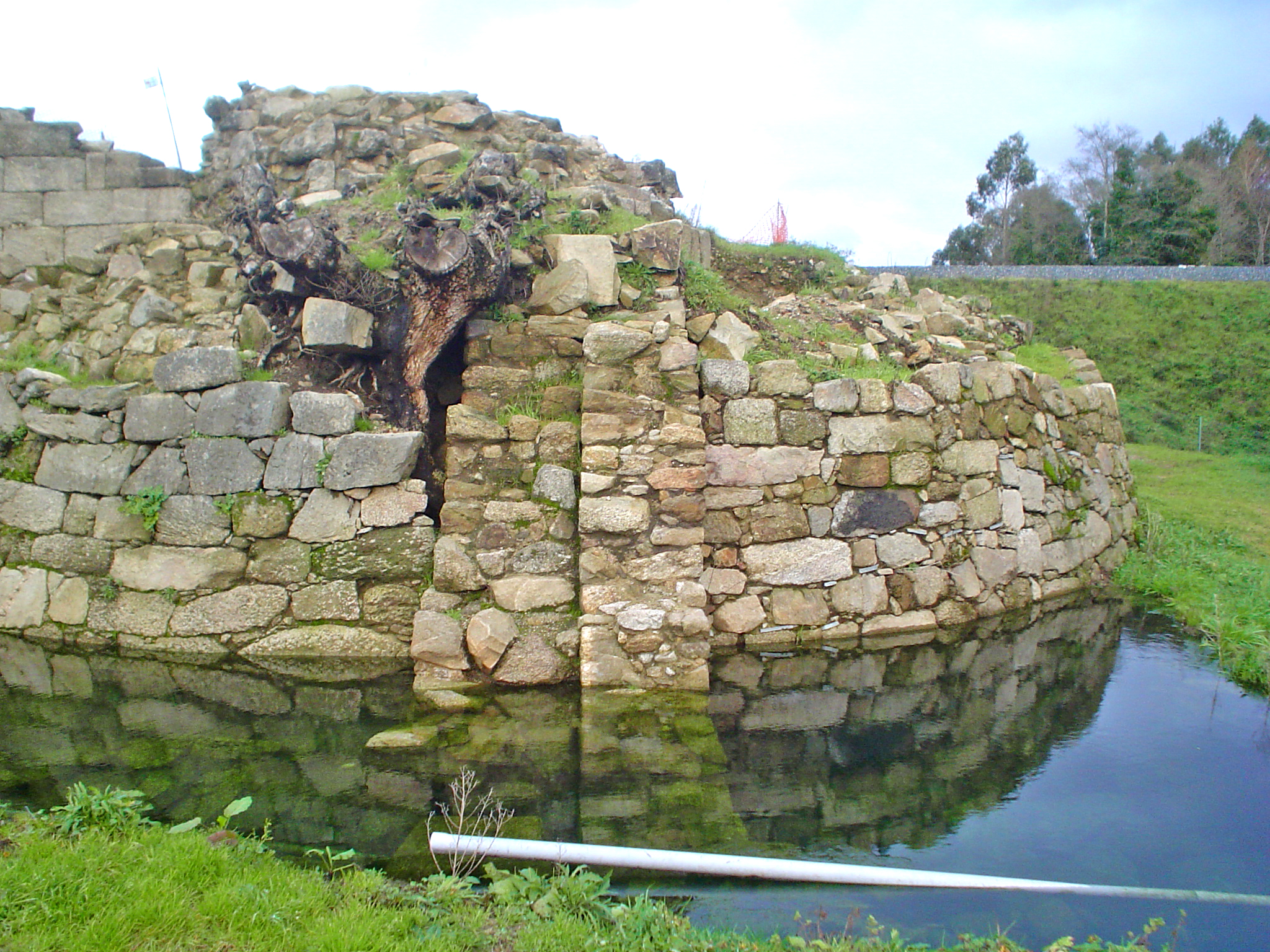
Embasamento do torreão Sul.

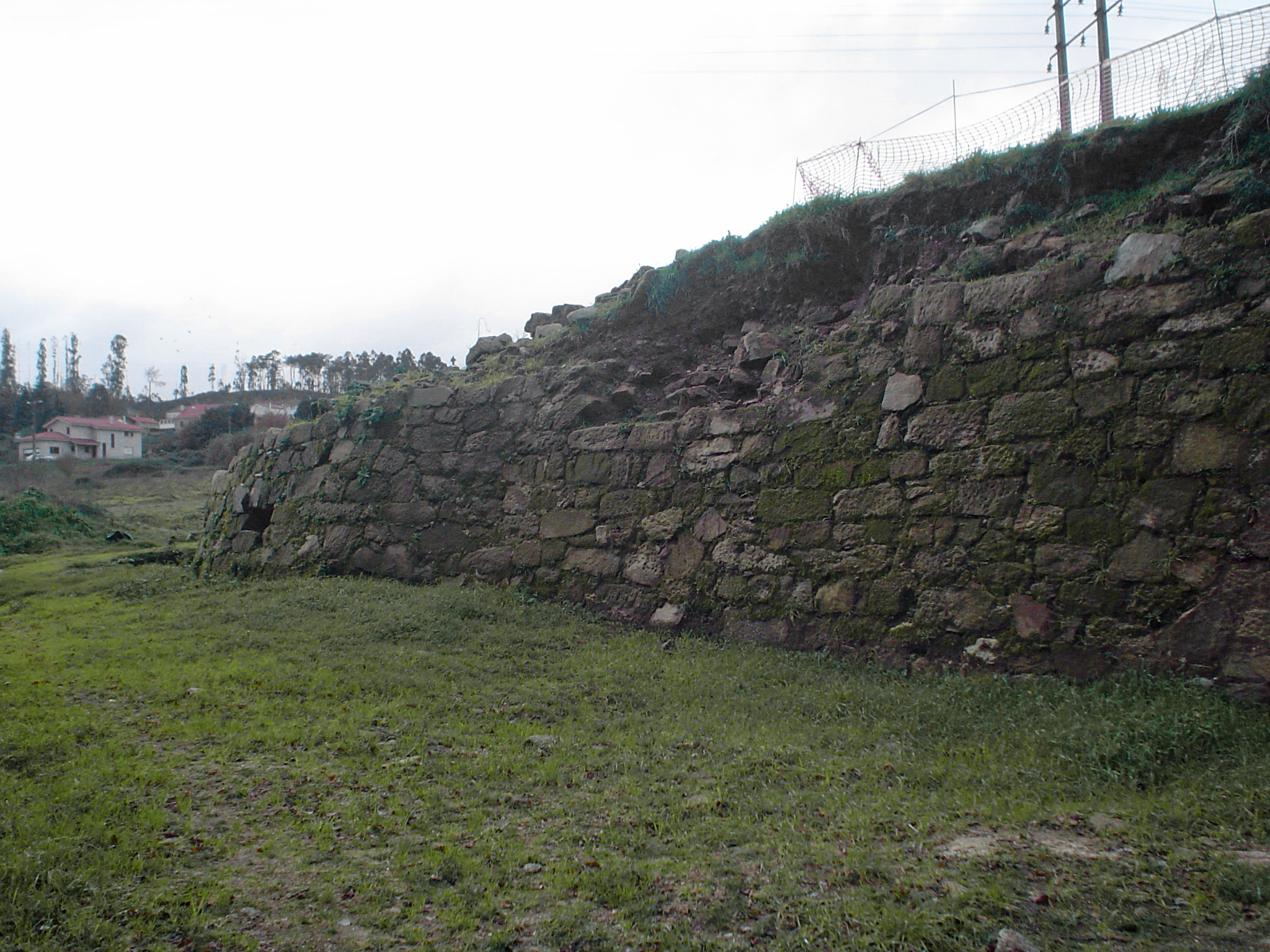
Vista parcial do muro Sudeste

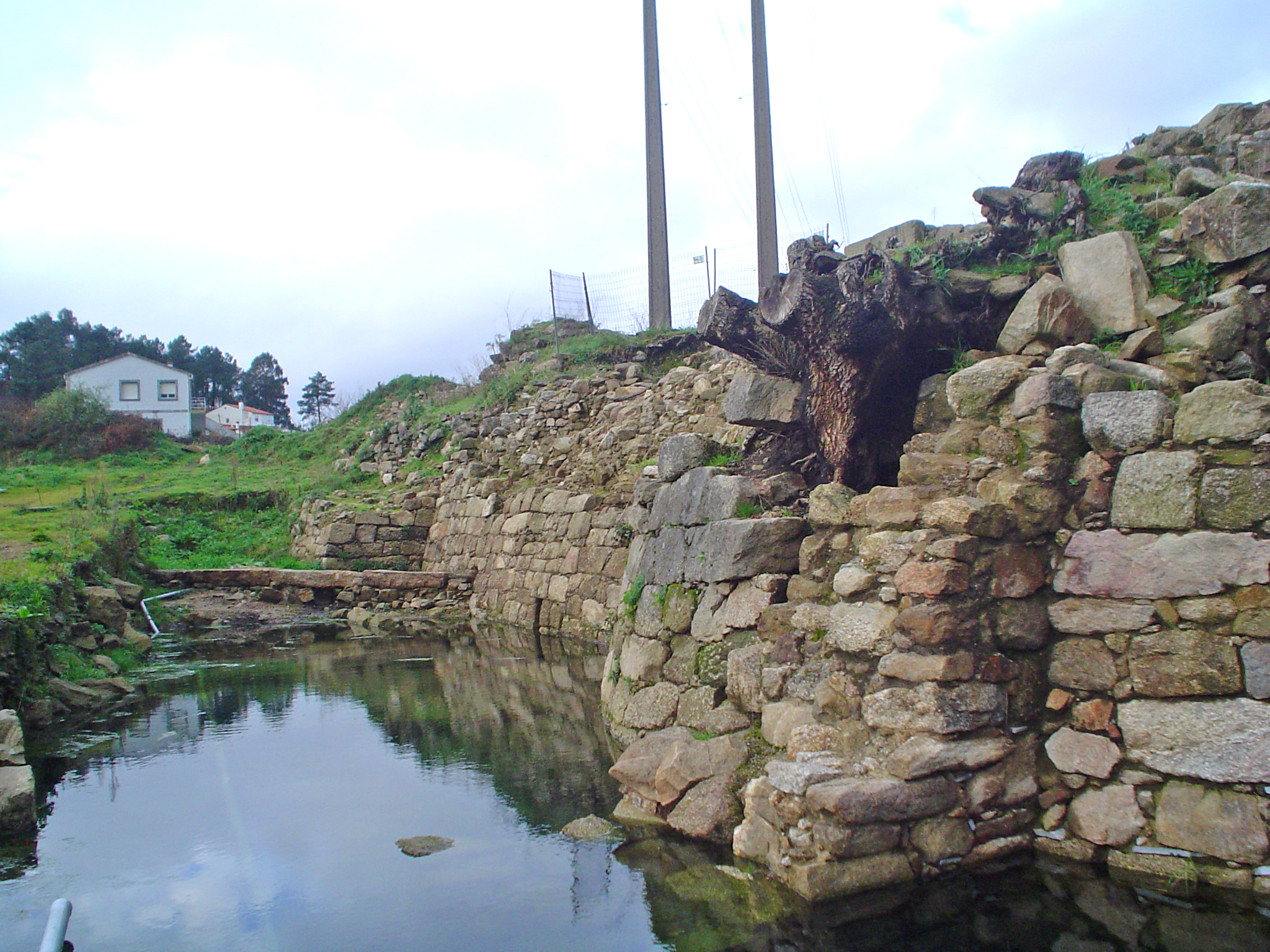
Fosso que rodeia o recinto principal.

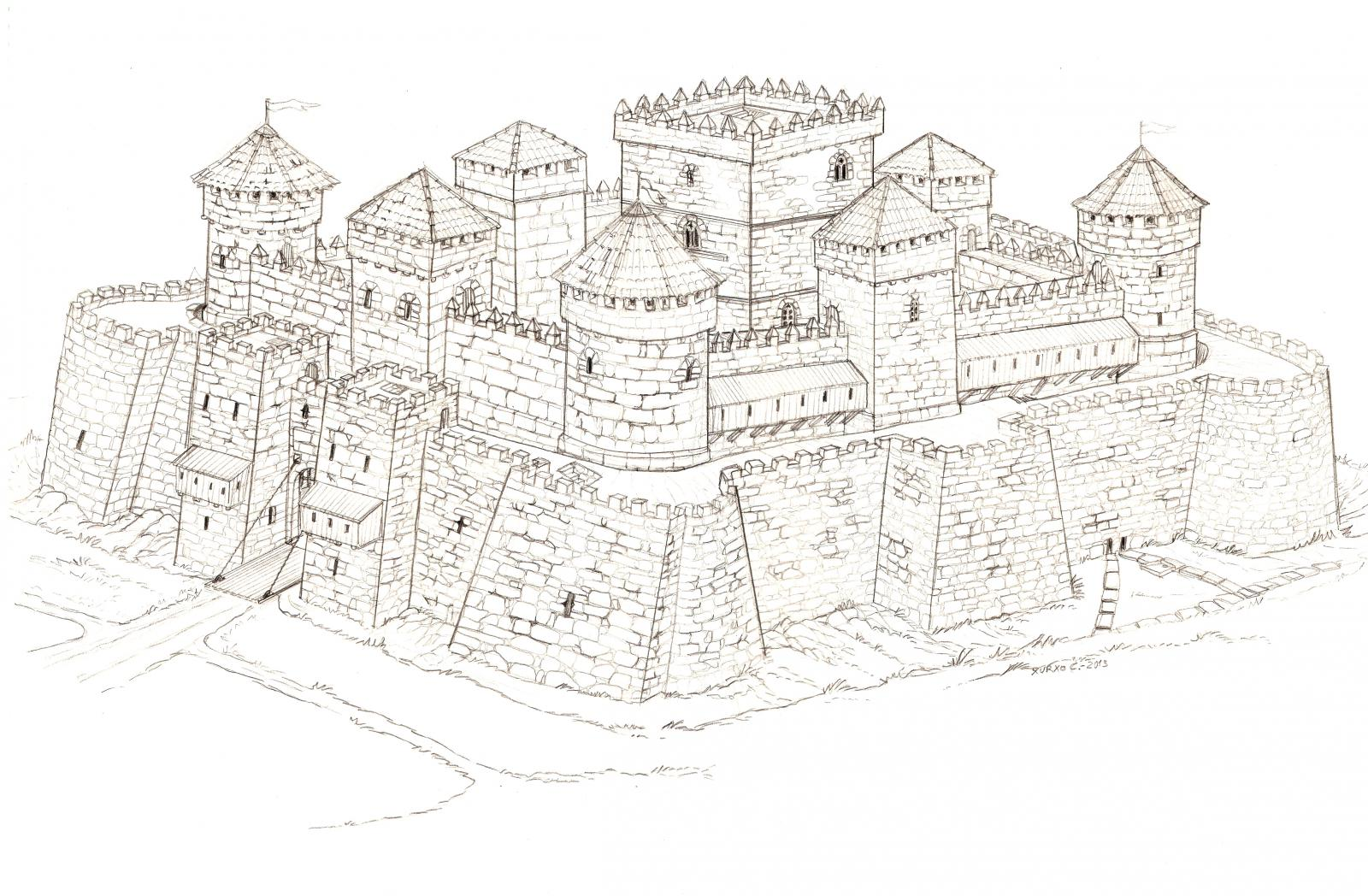
Desenho da reconstrução hipotética do castelo, com base nos restos do edifício e nas descrições com base nas fontes documentais.

O Castelo da Rocha Forte, também conhecido como Castelo dos Churruchaos, localiza-se na paróquia de Conxo, no lugar de Rocha Vella, município de Santiago de Compostela, na província da Corunha, comunidade autónoma da Galiza, na Espanha.

## Localização
Ergue-se no alto da chamada "Rocha Vella", a uma altitude de apenas 185 metros acima do nível do mar, perto da actual saída da cidade para Pontevedra e junto à linha do caminho de ferro, que o atravessa, ocultando grande parte das ruínas. Os terrenos em que se encontra são propriedade do Arcebispado de Santiago, que cedeu o seu uso ao concelho por 50 anos.
Perto a este local encontra-se outro sítio arqueológico, este ainda não pesquisado, o Castriño de Conxo composto pelos restos de um castro, da Idade do Ferro, e de uma série de petróglifos, gravados em uma pedra, com representações de espadas, punhais, alabardas, e outros.
Além do seu valor defensivo, uma vez que se constituiu em refúgio dos arcebispos de Compostela quando havia problemas com as rebeliões na região, situava-se em posição estratégica para controlar a entrada e saída de gentes e mercadorias na cidade, uma vez que era vizinho ao antigo caminho que unia Santiago a Noia e ao caminho de Padrón, e ao Caminho português, por onde transitavam os peregrinos a partir do Sul da Galiza. É por esta razão que o castelo, ao contrário do habitual, se erguia junto ao rio, no fundo do vale, constituindo-se complementarmente em uma primeira defesa para qualquer tentativa de invasão através da ria de Arousa e o rio Ulla, contra a cidade.
Este valor estratégico encontra-se estabelecido documentalmente no chamado Pleito Tabera - Fonseca. Na pergunta nº 13 do representante de Tavera, Pedro de Cisneros destaca a importância estratégica do enclave:
| “ | Si saben que la dicha Rocha Fuerte era muy nesçesaria e importante a la dicha dignidad arçobispal de santiago, ansi para poder sojuzgar a dicha çiudad de Santiago quando tubo resabios con los arçobispos como para asegurar los caminos de Portogal e Pontebedra y Padron, Muros, Noya, Finisterra y otras muchas partes y para resistir a las fortalezas de Altamira que se llebanto despues de derribada la dicha Rocha y para sojuzgar a los vasallos feudatarios de alderredor y defender las jurisdiçiones y vasallos de la Iglesia questan en la comarca. Digan e declaren lo que saben de la dicha pregunta. | ” |

## História

### Construção
O castelo foi construído por determinação do arcebispo Xoán Arias por volta do ano 1240 e, desde então, serviu como residência do arcebispo e do cabido. No ano 1255 aparece a primeira menção documental da fortificação em relação com as constituições capitulares de Xoán Arias.

### O "Dia da Ira"
O Papa João XXII nomeou o dominicano francês Berenguel de Landória como arcebispo da rica e influente Sé de Santiago de Compostela.
Quando Berenguel chegou a Santiago em 1318, encontrou fechadas as portas da cidade, levantada em armas contra o Arcebispo. Os burgueses compostelanos reivindicavam que o Concelho Municipal passasse a depender da Coroa ao invés da Igreja. Recorde-se que o senhorio da cidade, vinculado à Coroa desde 1266, havia passado para a Igreja em 1309, uma vez que, em agradecimento à ajuda recebida na toma de Algeciras, o rei Fernando IV concedeu-o ao Arcebispo Rodrigo de Padrón.
Berenguel refugiou-se no Castelo da Rocha, a dali abriu negociações com os burgueses revoltados. Refugiou-se também em Noia (onde, em agradecimento pelo acolhida, determinou a construção da cerca da vila e da Igreja de Santa Maria-a-Nova) e em Padrón, no hoje desaparecido Castelo da Rocha Branca. Após meses de confrontos, uma delegação de burgueses, representando o Concelho de Santiago, acorreu ao Castelo da Rocha para negociar. Os soldados do arcebispo, subitamente, fecham as portas do castelo e assassinam à traição aqueles representantes. Esse facto aconteceu em 16 de Setembro de 1320, que ficou conhecido como o "Dia da Ira". De acordo com o manuscrito dos "Hechos de Don Berenguel de Landoira", onze representantes foram mortos esfaqueados na praça de armas do castelo, entre os quais o seu líder, Alonso Suárez de Deza, da família dos Deza-Churruchaos, mordomo do infante Felipe, filho de Sancho IV (denominado como "Satélite de Satanás" e decapitado), os irmãos Andrade (seus parentes), Martín Martínez (cónego), Juán Varela (infanção), Juán García de Mesía e o notário Gonzálo Yáñez.
A 27 de Setembro assinou-se a paz entre as partes no adro da Igreja de Santa Susana (onde se reunia tradicionalmente o Concelho de Santiago) por meio da qual o arcebispo recuperou o controlo da cidade. A seguir procedeu à fortificação da Catedral de Santiago de Compostela, incluindo a famosa “Torre de Berenguela”.
Com a paz, o Castelo da Rocha Forte foi reconstruído pelo arcebispo Berenguel de Landoira. Modificações substanciais também foram feitas, posteriormente, pelo arcebispo Lope de Mendoza.

### O assédio de 1458
À época do arcebispo Rodrigo de Luna, em 1458 constituiu-se uma Irmandade em Santiago formada por um grupo de nobres e mandatários de Santiago, Noia e Muros. As figuras principais foram Xoana de Castro, viúva de Rodrigo de Moscoso, seu filho Bernal Yáñez e tinham como objectivo defender as "liberdades públicas" frente às ações dos homens do arcebispo.
Como primeira medida buscaram o amparo do rei Henrique IV de Castela para que mantivesse ao seu lado o arcebispo na campanha contra Granada, e agiram com a ajuda do conde de Trastâmara, Pedro Álvarez Osorio, Suero Gómez de Soutomaior, Lope Pérez de Moscoso e Fernando de Castro impondo sítio ao castelo. Na defesa do castelo encontrava-se o seu tenente e alcaide (desde 1456) Álvaro Sánchez de Ávila. Graças às suas defesas o castelo resistiu com sucesso ao cerco e Rodrigo de Luna pediu ao rei que intercedesse. Henrique IV chegou a ditar até três provisões exigindo o levantamento do cerco, em Maio de 1458, em 12 de Junho de 1459 dirigida ao conde de Trastâmara e no mesmo dia, a terceira, dirigida a Juan de Padilla Adiantado Maior de Castela para que, ante o previsível descumprimento dos seus mandatos, levantasse o cerco pela força. Finalmente, movidos pela insistência do rei e diante da dificuldade de vencer as defesas do castelo, a 3 de Setembro de 1459, no campo de Mazarelos os revoltosos assinaram uma concórdia com os representantes do arcebispo, que resultou no levantamento do cerco.

### As revoltas Irmandinhas
Durante o século XV, o Castelo da Rocha tornou-se um símbolo odiado e temido pelos camponeses da região. Durante as décadas de 1450 e 1460, os soldados do arcebispo agrupados no destacamento da Rocha roubaram o gado, sequestraram os camponeses e violaram as mulheres. Essas denúncias encontram-se registradas no Livro do Concelho de Santiago.
Com a eclosão da Grande Revolta Irmandinha em 1466, de que alguns protagonistas em Santiago foram Alonso II de Fonseca que passou algum tempo cativo no Castelo de Vimianzo e, uma vez mais, Bernal Yáñez de Moscoso que faleceu vítima de uma seta quando sitiava a Catedral de Santiago de Compostela, um dos primeiros objectivos da Irmandade na região foi o Castelo da Rocha Forte que simbolizava, mais do que qualquer fortificação, o poder do arcebispado de Santiago e a opressão feudal. Desse modo, em 1467 o castelo foi atacado por grande quantidade de gente (mais de 11 000 pessoas, de acordo com as testemunhas do Pleito Tabera-Fonseca) e completamente arrasado. Foi uma das primeiras fortificações a serem demolidas pelas Irmandades durante a Segunda Guerra Irmandinha e, ao contrário de outros, jamais foi reconstruído.
Em 1469, Alonso II de Fonseca venceu os sublevados na Batalha da Almáciga, com a ajuda de Pedro Madruga, recuperando o controlo sobre o senhorio e a cidade.

### Do século XV aos nossos dias
Desde a sua destruição, a pedra de seus muros e construções foi reaproveitada em diversas construções, como por exemplo o Castelo do Pico Sacro, hoje desaparecido, e outras construções erguidas em Santiago de Compostela, assim como para a construção da própria Catedral de Compostela.
No século XX a construção da linha férrea destruiu uma importante parte do sítio arqueológico.
Atualmente em ruínas, encontra-se enquadrado como sítio arqueológico, classificado como Bem de Interesse Cultural.
Desde 2001, as ruínas do castelo vem sendo objecto de extensa campanha de prospecção arqueológica. Com o objectivo de estudar e avaliar o sítio.

## Características
Calcula-se que o conjunto ocupe cerca de 4000 metros quadrados.
É constituído por distintas cercas defensivas, da qual se conserva a exterior numa extensão de 40 metros na área Sudeste. Do interior conserva-se todo o perímetro, além de outras estruturas na área central, onde se poderia erguer a torre de menagem, assim como os restos dos torreões nos seus ângulos, flanqueando o acesso principal, apesar de subsistem apenas os seus embasamentos.
Existem ainda dependências subterrâneas, das quais, até agora, só foram documentados os acessos por escadas.

### A descrição com base nas fontes documentais
A partir das fontes documentais pode-se fazer uma ideia do primitivo conjunto.
Partindo da iconografia existem diversas possíveis representações do castelo entre as quais se destacam a que abre o Tombo B do arquivo capitular da Igreja de Santiago, com uma representação do Apóstolo Santiago a cavalo e com a espada desembainhada, tendo ao fundo um castelo. Feita à época do bispo Landória, a fortificação mais próxima que o artista poderia ter tomado como modelo é o Castelo da Rocha Forte; alguns autores interpretam mesmo essa imagem como uma justificativa dos acontecimentos do “Dia da Ira”. Além disso, ele coincide, apesar de esquemático, com outros testemunhos documentais. Outra representação iconográfica possível aparece como uma anotação marginal na Bula do Papa Alexandre III que confirma os privilégios da Sé compostelana. Uma última possível representação encontra-se no Tumbillo de Concordias, também como uma delimitação marginal, junto ao texto em que Fernando III de Leão e Castela confirma os privilégios dos arcebispos santiagueses sobre as fortificações.
Dados mais esclarecedores são fornecidos pelas testemunhas chamadas a declarar no Pleito Tabera - Fonseca, nomeadamente pelas chamadas pelo Arcebispo de Santiago Juan Pardo de Tavera. O representante de Tavera, Pedro de Cisneros, apresenta-a no interrogatório através da pergunta nº 11:
| “ | Si saven que la fortaleza de la Rocha Fuerte de a par de la çiudad de Santiago al tienpo y saçon quel dicho señor Patriarca ubo el dicho arçobispado e mucho tiempo antes estaba llebantada e muy bien edificada todo de cantaría de piedra de grano con su mezcla de cal y argamasa la qual hera la mas grande y mas fuerte fortaleza de todo el Reino de Galizia e que abia en ella una bara de casa torre de menaxe de quatro bobedas e mui gruesa pared con tres çercas y ençintos alderredor en que abia nuebe torre alliende de la bara de casa todas ensobradas con sus bobedas e almenadas y coronada con sus guirnaldas y en ellas sus cubos todos cubiertos e texadas de las quales una se dezia la torre nueba y otra de Santa Ofemia, en que estaba la iglesia de la adbocación de la dicha sancta y habia sus cabas y barbacanas, puertas, conpuertas e baluartes e una mina que benia debaso de tierra desde la fortaleza hasta el rio y abia caballerizas donde cabian mas de dozientos caballos y palaçios y hedefiçios de serbiçio y aposento para mas de dozientos onbres e muchos pertrechos e muniçiones y que tal bino la dicha fortaleza a poder del dicho señor Patriarca y la poseio e tubo en ella sus alcaldes e merinos por mas de diez o doze alois asta que la tomaron e derribaron. Digan e declaren que otros edefiçios abia y quien le derribo y la causa porque la derribaron y lo mas que saben de la dicha pregunta. | ” |

Dos testemunhos apresentados, embora devam ser interpretados como parciais pela própria natureza do pleito ou concórdia e por provirem de datas posteriores à ruína do castelo, pode-se extrair uma descrição do mesmo, que está a confirmar-se com as pesquisas arqueológicas.
Desse modo, o conjunto seria constituído por três cinturas muralhadas em torno de uma estrutura que tinha como eixo central a torre de menagem com quatro pavimentos. Junto a esta, erguia-se uma capela com cobertura abobadada, sob a invocação de Santa Eufémia. Toda a fortificação era "(...) muy bien edificada todo de cantaría de piedra de grano con su mezcla de cal y argamasa (...)" disposta em três níveis. A cerca mais interna, que envolvia a torre de menagem, estaria amparada por nove torreões de planta circular, ameados, dispostos quatro nos extremos, três de reforço a meio dos muros Sudeste, Nordeste e Sudoeste, e dois flanqueando a porta de armas do recinto. Segundo as testemunhas do citado pleito uma destas torres teria a denominação de Santa Eufémia e outra a de Torre Nova desconhecendo-se a das demais. Entre os recintos existiam um ou dois fossos, um deles permanentemente inundado. Uma série de portas, poternas, pontes levadiças e barbacãs completavam o conjunto que, nas palavras de uma das testemunhas, no que coincidem várias delas "(...) e que hera alderredor cercada que paresçía una ciudad".

## A Lenda dos Churruchaos
A tradição popular transmitiu estes feitos recolhidos na actualidade sob diversas formas:
| “ | Há muito tempo houve um capitão que tinha uma filha muito formosa e desejada por muitos homens. O capitão teve que partir para guerrear na África, ocasião aproveitada pelo arcebispo compostelano para raptá-la, fechando-a no Castelo da Rocha. Nele moravam os Churruchaos, uma quadrilha de ladrões e assassinos que assaltavam e roubavam em toda a região, protegidos pelo arcebispo. Assim que teve conhecimento do ocorrido, o capitão regressou a Santiago no dia de Corpus Christi. Durante a celebração da procissão pela cidade; ao chegar à Rua da Balconada, o capitão montado em seu cavalo, com a armadura posta, arremeteu contra o arcebispo com a sua espada, dando-lhe morte ali mesmo. Esses feitos são referidos numa copla popular: "Perto da rua do Vilhar, na rua da Varanda, mataram ao arcebispo por zelos duma madama." A tradição diz que, depois do crime, a rua foi purificada com sal e fechada. A seguir o capitão dirigiu-se para o Castelo da Rocha, cercou-o e derrotou-o, deixando os corpos de todos os churruchaos mortos entre as ruínas do castelo. Um complemento a esta lenda é a crença de que neste lugar se vê, por vezes, uma galinha com pitos de ouro, chamada pita dos churruchaos, que só se deixa ver por um instante, e nunca mais à mesma pessoa". | ” |

Os factos reais por detrás desta lenda ocorreram em 1366, no contexto das lutas sucessórias entre Henrique II de Castela de Trastâmara e Pedro I, o Cruel. À época a Sé compostelana era dirigida por Sueiro Gómez de Toledo. O rei visitou Compostela e o arcebispo recebeu-o às portas da cidade, retirando-se em seguida para a Rocha Forte. Os receios pela simpatia que o bispo professava a Henrique levou a que os seus opositores decidissem assassiná-lo, depois da sesta. Entrando na Praça do Obradoiro o bispo foi esfaqueado por Fernán Pérez Churruchao e Alfonso Gómez Gallinato, na presença do rei, espectador privilegiado desde as torres da Catedral. Tratou-se de um crime motivado mais por interesses políticos que sentimentais.

## As campanhas arqueológicas
A prospecção arqueológica do sítio, em curso desde 2001, é fruto de um convênio entre o Concelho de Santiago e a Universidade de Santiago de Compostela (USC), com o fim de recuperação e consolidação do mesmo por meio da criação de um Parque Arqueológico. As principais realizações de cada etapa foram:
- 2001 – após a elaboração de um estudo preliminar, a cargo de Iván Álvarez Merayo, iniciaram-se as escavações sob a direcção de Raquel Casal García e Fernando Acuña Castroviejo da USC.
- 2002 - limpeza da vegetação que recobria o sítio e prospecção intensiva da zona arqueológica; levantamento topográfico do conjunto e realização de prospecção extensiva dos arredores da fortificação.
- 2003 - sondagens no troço de muralhas a Noroeste elaborando-se a amostra estratigráfica do local; limpeza e desentulho de estrutura subterrânea que segundo relatos dos que ali penetraram, constitui-se de duas câmaras abobadadas; estudo das estruturas emergentes na área Sudoeste do sítio, muito danificadas e recobertas por escombros, promovendo-se a sua limpeza e registo mediante desenho e fotografia; recolha exaustiva de todas as fontes documentais referentes à fortificação. Nesta campanha foram recuperados restos cerâmicos do período medieval (cerâmica sevilhana e de Manises), assim como numismática (uma Blanca de vellón da época de Henrique III de Castela (1390-1404)).
- 2004 – nesta campanha foram identificadas numerosas pontas de seta, e bolanhos (projéteis) (provas fiáveis de assédio), assim como duas possíveis espadas, moedas de grande variedade tipológica, principalmente do reinado de Henrique III. Também foram encontrados diversos elementos arquitetônicos líticos, tais como molduras cinzeladas e polidas, um capitel gótico, um conjunto de gelosias e fustes.
- 2005 – a partir desta campanha trabalha-se com a hipótese de que o castelo poderia ter sido uma típica fortaleza gótica, das primeiras na arquitectura espanhola, uma vez que, no século XII, não existe nada de semelhante na Península Ibérica. Pretende-se confirmar a teoria de que Xoán Arias, que determinou a sua construção, teria contado com um arquitecto militar francês, uma vez que foi neste país que se iniciaram as inovações para este tipo de fortificação. Destacou-se a importância do sistema de canalizações exteriores, tendo sido identificado um poço de alvenaria, com 3,7 metros de profundidade, ainda com água. Foram identificados importantes trechos da muralha Sul do recinto, um deles ainda com vestígios de cal, além de cerâmicas, brocais, ferraduras de cavalo, ossos de animais, peças de bronze de vestimentas e de móveis.
- 2006 - Procedeu-se à realização de um novo levantamento topográfico do sítio, marcando-se como objetivos a finalização do estudo de setores parcialmente escavados em campanhas anteriores e a escavação e estudo do pano Oeste da cerca principal, do trecho entre a entrada e o torreão do extremo Sudoeste, assim como diversos trabalhos de consolidação de estruturas já escavadas. Também se procedeu a escavação do sector Leste da barbacã, local onde se encontraram grande quantidade de perpianhos com marca de canteiro[9], peças de canais e peças de elementos arquitetônicos, assim como um bastão de forma trapezoidal, que se apóia na rocha, em bom estado de conservação[10]. Em relação aos achados materiais, recuperaram-se um total de 732 peças entre restos cerâmicos, líticos, metálicos e ósseos, inclusive duas moedas em mau estado de conservação. Após esta campanha, ficou definida a planta do castelo em três dos seus quatro lados. No último, a Norte, a linha férrea impede o seu estudo.
- 2007 - 2008 - Em 2007 não houve campanha de escavação nem novos trabalhos de consolidação. Por volta de 2008 esperava-se que se retomassem os trabalhos das campanhas anteriores, com continuidade até 2010.[11]

### Livros publicados
- GARCÍA ALÉN, Luciano. O Castelo da Rocha Vella (2004). Asociación Cultural Rocha Forte. ISBN 978-84-607-8886-7
- SÁNCHEZ, José Manuel, PALLARES, Mª Carmen, PORTELA, Ermelindo. Rocha Forte. El castillo y su historia (2004). Junta da Galiza. ISBN 84-456-3788-2. (em castelhano)
- RODRÍGUEZ GONZÁLEZ, Ángel. Las fortalezas de la mitra compostelana y los "irmandiños". (1984). Colección Galicia Histórica. Fundación Pedro Barrié de La Maza Conde de Fenosa. ISBN 84-85728-39-X (Transcrição do Pleito Tabera - Fonseca). (em castelhano)
- VASCO DA PONTE. Relación dalgunhas casas e liñaxes do Reino de Galicia, Editorial Toxosoutos, 2008, ISBN 978-84-96673-03-8. (em galego)

### Artigos em periódicos
- AMADO REINO, X. & MAÑANA BORRAZÁS, P. & BALLESTEROS ARIAS, P. (2001): "La Arqueología en la Gasificación da Galiza 14: Correição de Impacto de las redes y ramales de A Corunha". TAp (Trabalhos em Arqueologia da Paisagem) Nº 21. Páginas 49, 56, 63,174. Grupo de Pesquisa em Arqueología del Paisaje. Santiago de Compostela.  (em castelhano)
- CASAL GARCÍA, Raquel & ACUÑA CASTROVIEJO, Fernando & VIDAL CAEIRO, Lorena & RODRÍGUEZ, A. & NODAR, Cristóbal (2004): "A fortaleza de Rocha Forte (Santiago). Campañas de intervención 2002-2003". Gallaecia Nº 23. Páginas 195-204. Santiago de Compostela. (em galego)
- ACUÑA CASTROVIEJO, Fernando & ALLES LEÓN, María José & VIDAL CAEIRO, Lorena & CASAL GARCÍA, Raquel & NODAR, Cristóbal. (2005): "La Fortaleza de A Rocha Forte (Santiago de Compostela) : Campaña de 2004." Gallaecia Nº 24. Santiago de Compostela. (em galego)
- ACUÑA CASTROVIEJO, Fernando & VIDAL CAEIRO, Lorena & NODAR, Cristóbal & GARCÍA CASAL, Raquel & GONZÁLEZ VILA, Goretti. (2006): "Fortaleza medieval de A Rocha Forte (Santiago de Compostela): Campaña de 2006". Gallaecia Nº 25. Santiago de Compostela. (em galego)
- BUCETA BRUNETI, Gonzalo. "Diagnóstico sobre los agentes de alteración en el yacimiento medieval de La Rocha Forte (Santiago de Compostela, A Corunha)". (2006): Gallaecia Nº 25. Santiago de Compostela. (em castelhano)
- MARTÍNEZ CASAL, José Ramón. (2006): "A cerámica medieval da fortaleza de A Rocha Forte : contribución ao seu estudo." Gallaecia Nº 25. Santiago de Compostela. (em galego)
- GONZÁLEZ VILA, Goretti. (2006): "Achados numismáticos na fortaleza de A Rocha Forte (Santiago de Compostela)." Gallaecia Nº 25. Santiago de Compostela. (em galego)
- PRESEDO GARAZO, Antonio (2003): "A lenda do Castelo dos Churruchaos". O Galo Nº 1. Páginas 5-11. Revista da Agrupación Cultural O Galo. Santiago de Compostela. (em galego)

### Informes e artigos inéditos
- ÁLVAREZ MERAYO, Iván A. (2003): Informe preliminar. Sondaxes valorativas no entorno do xacemento do "Castelo da Rocha" (Santiago de Compostela, A Coruña). Depositado na Dirección Xeral do Patrimonio Cultural (Junta da Galiza). Inédito. (em galego)
- CASAL GARCÍA, Raquel & ACUÑA CASTROVIEJO, Fernando (2004): Informe valorativo. Proyecto arqueológico de la Fortaleza de Rocha Forte. 3ª fase de atuación. Depositado na Dirección Xeral do Patrimonio Cultural (Junta da Galiza). Santiago de Compostela. Inédito. (em castelhano)
- CRIADO BOADO, Felipe & AMADO REINO, Xesús (2001): "Evaluación del Impacto Arqueológico del Proyecto de Duplicación de la línea férrea Eje Atlántico entre los PP KK 81/820 y 92/000. Tramo Osebe-Santiago". Estudio de Impacto Arqueológico. Informe Final. Páginas 15, 42, 43, 45, 46. Laboratório de Arqueologia e Formas Culturais. Instituto de Pesquisas Tecnológicas. Universidade de Santiago de Compostela. Inédito. (em castelhano)
- VV.AA. (2002): Estudio Histórico y Arqueológico da la Fortaleza de A Rocha Forte. Informe Final. Convenio de Colaboración Concello de Santiago de Compostela e Universidade de Santiago de Compostela. (contém escolha bibliográfica). Inédito. (em castelhano)

### Em PDF
- Plano do sítio arqueológico (em galego)
- V Campanha de intervenção (2006) - Departamento de História I da USC (em galego)
- La arqueología de la fortaleza - Raquel Casal e Fernando Acuña Castroviejo (em castelhano)